# Underbelly (series)
Underbelly es un exitoso drama australiano transmitido por la cadena Nine Network. Cada serie consta de 13 episodios los cuales están basados en hechos reales como los asesinatos de Melbourne de 1995 al 2004, el tráfico de drogas Griffith que tuvo lugar entre 1976 a 1987 y la escena de Kings Cross entre 1988 a 1999.
La primera serie se basa en el libro "Leadbelly: Inside Australia's Underworld", de los periodistas John Silvester y Andrew Rule.
Una cuarta y quinta temporada de la serie están siendo planificadas y podrían comenzar sus producciones desde finales del 2010 hasta principios del 2011.
Tres películas para a televisión también están en producción, la trilogía se llamará The Underbelly Files, con la primera titulada Tell Them Lucifer was Here, la segunda Infiltration y la tercera The Man Who Got Away.

## Series

### Primera Temporada (2008)
- Underbelly

Underbelly se centra en los hechos verídicos ocurridos detrás de la guerra entre bandas de Melbourne que duró de 1995 al 2004 en donde más de 36 figuras del crimen fueron asesinadas.
El programa se centra en los criminales Alphonse Gangitano, Domenic "Mick" Gatto, el usurero Mario Condello, el retirado ladrón de bancos Graham Kinniburgh, los hermanos traficantes de drogas Jason & Mark Moran, el padre el estos Lewis Moran, Carl Williams y los policías Steve Owen & Jacqui James.

### Segunda Temporada (2009)
- Underbelly: A Tale of Two Cities

Underbelly: A Tale of Two Cities se centra en los hechos verídicos ocurridos en el submundo criminal australiano en Nueva Gales del Sur y Victoria de 1976 a 1987. En donde se muestra la alianza de Robert Trimbole & Terry Clark en el sindicato importador de heroína llamado "Mr. Asia", la desaparición de Donald Mackay, el gran robo, la guerra por el territorio entre los hermanos Kane & Raymond "Chuck" Bennett, la corrupción de la Oficina Federal de Narcóticos y la de Nueva Gales del Sur y la carrera de Christopher Dale "Mr. Rent-a-kill" Flannery.
Los personajes centrales de las historias son el barón de la droga y jefe del crimen organizado Robert Trimbole, del jefe del sindicato de drogas Terry Clark que se encarga de importar drogas a Nueva Zelanda, Australia y el Reino Unido, de Allison Dine, la amante de Clark y de los detectives Liz Cruickshank & Joe Messina.

### Tercera Temporada (2010)
- Underbelly: The Golden Mile

La serie está basada en hechos reales que suceden en los clubes nocturnos de los suburbios de Kings Cross en Sídney entre los años 1988 a 1999.
La historia cuenta los excesos del imperio, el colapso del mismo, el caos que siguió y la victoria definitiva de la policía honesta y fuerte en contra de los criminales y su propia policía corrupta.
Ente los personajes principales de esta temporada se encuentran el criminal John Ibrahim, la ex prostituta convertida en agente secreta Kim Hollingsworth, los hermanos Bayeh, los traficantes de drogas Danny "DK" Karam & Benny Kassab, los policías corruptos Trevor Haken & Chook Fowler, el asesino convicto Michael Kanaan y el apostador de carreras George Freeman y su socio Lenny McPherson.

### Cuarta Temporada (2011)
- Underbelly: Razor

La cuarta temporada fue confirmada por la cadena Nine y saldrá al aire en el 2011. La nueva temporada estará establecida durante los años 20 en Sídney cuando el crimen organizado en Australia comenzó. La historia se centrará en la sangrienta batalla entre las prominentes reinas del crimen organizado Tilly Devine y su rival Kate Leigh. La nueva temporada estará basada en el aclamado libro de Larry Writer y ganador del premio Ned Kelly, llamado Razor.

### Quinta Temporada (2012)
- Underbelly: Badness

La serie comenzará sus producciones en el 2012. La serie contará la historia de Anthony Perish y los esfuerzos de la Fuerza de Policía Tuno de Nueva Galés del Sur. El elenco estará conformado por Jonathan LaPaglia como Anthony Perish, Jodi Gordon, Matthew Nable, Josh Quong Tart, Aaron Jeffrey y Leeanna Walsman.

### Sexta Temporada (2013)
- Underbelly: Squizzy

En julio del 2012 se anunció que la serie tendría una sexta temporada. La serie se centrará en el criminal y gánster Joseph "Squizzy" Taylor de 1915 hasta 1927. La serie comenzará sus producciones en ese mismo año y se estrenará en el 2013.

### Séptima Temporada (2018)
- Underbelly Files: Chopper

La séptima temporada fue anunciada en noviembre del 2016 y estará basada en el notorio gánster Mark "Chopper" Read, durante las décadas de 1970s, 80s y 90s. Se espera que la serie sea estrenada en el 2017. A principios de junio de 2017 se anunció que el actor Aaron Jeffery interpretaría el papel principal de Mark "Chopper" Read y el actor Michael Caton daría vida a su padre, Keith.

## Episodios
Hasta ahora las seis temporadas de la serie Underbelly han contado con 13 episodios cada uno.

## Underbelly NZ: Land of the Long Green Cloud (2011)
- Underbelly NZ: Land of the Long Green Cloud

Aunque esta nueva miniserie de seis episodios no es parte de la cronología de la serie australina. Se estrenará en NUeva Zelanda en septiembre del 2011 por la cadena TV3. La serie será una precuela de la serie australiana Underbelly: A Tale of Two Cities. Sus personajes principales serán Marty Johnstone, Terry Clark y Andy Maher.
Esta nueva miniserie se establecerá a finales de 1960 y la década de 1970. Algunos eventos que de la serie serán los orígenes de l sindicato de droga del Mr. Asia y su líder original Marty Johnstone.

## The Underbelly Files
A principios del 2010 la cadena Nine Network anunció que lancarían tres películas independietnes a la franquicia de la serie Underbelly y que estas rcibirían el nombre de The Underbelly Files.

### The Underbelly Files: Tell Them Lucifer Was Here (2011)[8][9]
Tell Them Lucifer Was Here muestra la verdadera historia de los asesinatos de los oficiales de Victoria, Gary Silk y Rod Miller que ocurrieron en 1998 y muestra los enormes esfuerzos del grupo policiaco Lorimer Task Force para cazar a sus asesinos. Otros actores que participan en la serie son Lee Cormie, Marshall Napier, Simon Todman, Simon Barbaro, Ditch Davey, Chris Bunworth, James Taylor, Craig Blumeris, Robert Taylor y Saara Lamberg. Don Hany quien apareció en las serie Underbelly, aparece como invitado.
La película se estrenó el 7 de febrero de 2011.
| Actor                | Personaje               | Trabajo                                   |
| -------------------- | ----------------------- | ----------------------------------------- |
| Paul O'Brien         | Rodney "Rod" Miller     | Oficial Mayor de la Policía               |
| Daniel Whyte         | Gary Silk               | Sargento de la Policía                    |
| Todd Lasance         | Dean Thomas             | Detective Sargento                        |
| Ditch Davey          | Mick Ritchie            | Detective Sargento                        |
| Christopher Bunworth | Mark Butterworth        | Detective Sargento                        |
| Jeremy Kewley        | Graeme Collins          | Detective Sargento                        |
| Brett Climo          | Paul Sheridan           | Superintendente e Investigador del Crimen |
| Greg Stone           | Bandali Debs            | Criminal & Asesino                        |
| Dimitri Baveas       | Jason Roberts           | Asesino & Aprendiz de Constructor         |
| Marshall Napier      | Neil Comrie             | Comisario en Jefe                         |
| Robert Taylor        | Graham Sinclair         | Comisionado Adjunto                       |
| Don Hany             | Nik "The Russian" Radev | Criminal                                  |
| Nick Pendragon       | Don Stokes              | -                                         |
| Ray Tiernan          | Edward Kennedy-Ripon    | -                                         |
| Ty Hungerford        | Frank Bendeich          | -                                         |
| Jane Allsop          | Carmel Arthur           | Viuda de Miller                           |
| Shanti Pezet         | -                       | Oficial de Comunicaciones                 |
| Annie Jones          | Dorothy Debs            | Esposa de Bandali                         |
| Bridgid Gallacher    | Nicole Debs             | -                                         |
| Melissa Bergland     | Joanne Debs             | -                                         |
| Lee Cormie           | Joseph Debs             | Hijo de Bandali                           |
| Jasmine Dare         | Kristy Harty            | Víctima de Bandali & Jason                |

### The Underbelly Files: Infiltration (2011)[13][14]
La nueva película es una adaptación a la pantalla de la novela autobiográfica escrita por el expolicía Colin McLaren. Está seguirá la historia de cómo Colin y su compañera Jude arriesgan su vida viviendo secretamente por varios años en Griffith, Victoria, Australia para lograr infiltrarse en la letal y peligrosa rama local de la mafia de ahí y así poder destruirla. Durante el proceso el oficial Colin se hará amigo de la familia Russo y en algún momento se convertirá en un amigo muy querido y de confianza de la señora Maria. Sin embargo para sorpresa de la familia pronto descubrirán la traición de Colin y esto desencadenará corazones rotos y muerte. La película durará dos horas y se espera que sea estrenada en el 2011.
La actriz Jessica Napier, quien interpreta a Jude, también es la narradora de los hechos. La película se estrenó el 14 de febrero del 2011.
| Actor              | Personaje       | Trabajo |
| ------------------ | --------------- | ------- |
| Sullivan Stapleton | Colin McLaren   | Policía |
| Jessica Napier     | Jude Gleeson    | Policía |
| Valentino del Toro | Antonio Russo   | -       |
| Emma de Clario     | María Russo     | -       |
| Mirko Grillini     | Rocci Russo     | -       |
| Fantine Banulski   | Louise Russo    | -       |
| Luke Christopoulos | Tony Russo      | -       |
| Buddy Dannoun      | Rosario Torcaso | -       |
| Stephen Lopez      | Dominic Torcaso | -       |
| Tottie Goldsmith   | Sarah Herlihy   | -       |
| Kassandra Clementi | Chelsea McLaren | -       |
| Rai Fazio          | Massimo         | -       |
| Al Vila            | Carlo Ricci     | -       |
| Arthur Angel       | Vinnie Messina  | -       |
| Natalie Pantou     | Elise Messina   | -       |
| Alfredo Malabello  | Vito            | -       |
| Henry Nixon        | Leigh           | -       |
| Doug Bowles        | Ziggy           | -       |
| Glenda Linscott    | Sandra          | -       |
| Richard Piper      | Roger           | -       |

### The Underbelly Files: The Man Who Got Away (2011)[18][19]
The Man Who Got Away contará la historia de David McMillan, un traficante de drogas británico y la única persona en la historia en escapar de la prisión Klong Prem en Bangkok. La película se estrenó el 21 de febrero del 2011.
| Actor               | Personaje               | Trabajo                        |
| ------------------- | ----------------------- | ------------------------------ |
| Toby Schmitz        | David McMillan          | Traficante de Drogas           |
| Claire van der Boom | Clelia Vigano           | Traficante & Novia de McMillan |
| Aaron Jeffery       | Geoff Leyland           | -                              |
| Jeremy Sims         | Tony Moynihan           | -                              |
| Josh Lawson         | Michael Sullivan        | -                              |
| Nicholas Brown      | Supahaus Chowdury       | -                              |
| Matt Zeremes        | Brian Robards           | -                              |
| Paul Ireland        | Percy Hole              | -                              |
| Brett Cousins       | Maxwell "Max" McCreadie | -                              |

Otros actores que participaran en la serie serán: Nicholas Eadie, Brendan Cowell, Freya Stafford, John Orcisk, William Zappa, Heather Mitchell y Deirdre Rubenstein.

## Premios y nominaciones
Underbelly ha sido nominado a varios premios AFI y Logie Awards; entre los nominados se encuentran Gyton Grantley, Kat Stewart, Vince Colosimo, Anna Hutchison, Roy Billing, Asher Keddie y Burkhard Dallwitz quien ha ganado por la música de la serie.
| Año  | Categoría                                              | Premio               | Nominado (a)                     | Resultado |
| ---- | ------------------------------------------------------ | -------------------- | -------------------------------- | --------- |
| 2018 | Most Popular Actor                                     | Logie Award          | Aaron Jeffrey                    | Nominado  |
| 2012 | Most Popular Actress                                   | Silver Logie Award   | Danielle Cormack                 | Nominada  |
| 2012 | Most Popular New Talent                                | Silver Logie Award   | Chelsie Preston Crayford         | Nominada  |
| 2012 | Most Popular New Female Actress                        | Silver Logie Award   | Anna McGahan                     | Nominada  |
| 2012 | Most Outstanding New Talent                            | Graham Kennedy Award | Chelsie Preston Crayford         | Ganó      |
| 2012 | Most Outstanding Drama Series, Miniseries or Telemovie | Logie Award          | Underbelly: Razor                | Nominado  |
| 2012 | Most Outstanding New Talent                            | Graham Kennedy Award | Anna McGahan                     | Nominada  |
| 2012 | Most Popular Drama Series                              | Silver Logie Award   | Underbelly: Razor                | Nominado  |
| 2011 | Most Popular New Male Talent                           | Logie Award          | Firass Dirani                    | Ganó      |
| 2011 | Most Popular New Female Talent                         | Logie Award          | Emma Booth                       | Nominada  |
| 2011 | Most Popular Drama Series                              | Logie Award          | Underbelly: The Golden Mile      | Nominado  |
| 2011 | Most Outstanding New Talent                            | Graham Kennedy Award | Firass Dirani                    | Ganó      |
| 2011 | Most Outstanding New Talent                            | Graham Kennedy Award | Emma Booth                       | Nominada  |
| 2011 | Most Outstanding Drama Series, Miniseries or Telemovie | Silver Logie Award   | Underbelly: The Golden Mile      | Ganó      |
| 2010 | Most Outstanding New Talent                            | Graham Kennedy Award | Anna Hutchison                   | Nominada  |
| 2010 | Most Popular Drama Series                              | Logie Award          | Underbelly: A Tale of Two Cities | Nominado  |
| 2010 | Most Outstanding Actor                                 | Silver Logie Award   | Roy Billing                      | Nominado  |
| 2010 | Most Outstanding Actress                               | Silver Logie Award   | Asher Keddie                     | Nominada  |
| 2010 | Most Outstanding Drama Series, Miniseries or Telemovie | Silver Logie Award   | Underbelly: A Tale of Two Cities | Nominado  |
| 2009 | Most Outstanding Actress in a Drama Series             | Silver Logie Award   | Kat Stewart                      | Ganó      |
| 2009 | Most Outstanding Actor in a Drama Series               | Silver Logie Award   | Gyton Grantley                   | Ganó      |
| 2009 | Most Outstanding Drama Series                          | Silver Logie Award   | Underbelly                       | Ganó      |
| 2009 | Most Outstanding New Talent                            | Graham Kennedy Award | Lauren Clair                     | Nominada  |
| 2009 | Most Popular Actor                                     | Silver Logie Award   | Gyton Grantley                   | Nominado  |
| 2009 | Most Popular Actress                                   | Silver Logie Award   | Kat Stewart                      | Nominada  |
| 2009 | Most Outstanding Actor                                 | Silver Logie Award   | Vince Colosimo                   | Nominado  |
| 2009 | Most Outstanding Actor                                 | Silver Logie Award   | Damian Walshe-Howling            | Nominado  |
| 2009 | Most Popular Australian Drama Series                   | Logie Award          | Underbelly                       | Nominado  |

- AFI Awards

| Año  | Categoría                                            | Premio    | Nominado              | Resultado |
| ---- | ---------------------------------------------------- | --------- | --------------------- | --------- |
| 2009 | Best Guest or Supporting Actor in a Television Drama | AFI Award | Damian de Montemas    | Ganó      |
| 2009 | Best Lead Actor in a Television Drama                | AFI Award | Roy Billing           | Ganó      |
| 2009 | Best Screenplay in Television                        | AFI Award | Kris Mrksa            | Ganó      |
| 2008 | Best Drama Serie                                     | AFI Award | Kat Stewart           | Ganó      |
| 2008 | Best Director                                        | AFI Award | Peter Andrikidis      | Ganó      |
| 2008 | Best Lead Actor in Television Drama                  | AFI Award | Gyton Grantley        | Ganó      |
| 2008 | Best Lead Actress in Television Drama                | AFI Award | Kat Stewart           | Ganó      |
| 2008 | Best Guest or Supporting Actor                       | AFI Award | Damian Walshe-Howling | Ganó      |
| 2008 | Best Guest or Supporting Actress                     | AFI Award | Madeleine West        | Ganó      |
| 2008 | Best Guest or Supporting Actor                       | AFI Award | Vince Colosimo        | Nominado  |
| 2008 | Best Screenplay                                      | AFI Award | Peter Gawler          | Nominado  |

- AACTA Awards

| Año  | Categoría        | Premio      | Nominado              | Resultado |
| ---- | ---------------- | ----------- | --------------------- | --------- |
| 2012 | Best TV Program  | AACTA Award | Underbelly: Razor     | Nominado  |
| 2012 | Best Performance | AACTA Award | Jeremy Lindsay Taylor | Nominado  |

- Screen Music Awards

| Año  | Categoría                                    | Premio             | Nominado              | Resultado |
| ---- | -------------------------------------------- | ------------------ | --------------------- | --------- |
| 2009 | Best Music for a Television Series or Serial | Screen Music Award | Burkhard von Dallwitz | Ganó      |
| 2008 | Best Television Theme                        | Screen Music Award | Burkhard Dallwitz     | Ganó      |
| 2008 | Best Music for a Television Series or Serial | Screen Music Award | Burkhard Dallwitz     | Ganó      |

## Producción
Las series son narradas por la actriz Caroline Craig, quien también interpreta a la oficial Jacqui James. Caroline ha narrado Underbelly en el 2008, Underbelly: A Tale of Two Cities en el 2009 y Underbelly: The Golden Mile en el 2010.

## Tema Principal
El tema principal de las tres temporadas ha sido el tema musical "It's A Jungle Out There" de Burkhard Dallwitz.